# Canal de la Central Elèctrica de Jorba
El Canal de la Central Elèctrica de Jorba és un canal de Calders (Moianès) protegit com a Bé Cultural d'Interès Local.

## Descripció
Es tracta d'una obra d'enginyeria molt rellevant, un canal que capta l'aigua per a la central elèctrica Jorba. La resclosa és prop de Bellveí i el recorregut s'allarga més de cinc kilòmetres per terrenys boscosos i difícils en els que es van obrint diversos túnels i dos sifons. Les parets són revestides de pedra i arrebossades. El salt d'aigua final que culmina el recorregut té un desnivell de 97 metres.